# Liste der Bodendenkmäler in Weißenohe
Auf dieser Seite sind die Bodendenkmäler in der oberfränkischen Gemeinde Weißenohe zusammengestellt. Diese Tabelle ist eine Teilliste der Liste der Bodendenkmäler in Bayern. Grundlage ist die Bayerische Denkmalliste, die auf Basis des Bayerischen Denkmalschutzgesetzes vom 1. Oktober 1973 erstmals erstellt wurde und seither durch das Bayerische Landesamt für Denkmalpflege geführt wird. Die folgenden Angaben ersetzen nicht die rechtsverbindliche Auskunft der Denkmalschutzbehörde.

## Bodendenkmäler in Weißenohe
| Lage       | Objekt | Akten-Nr.     | Bild |
| ---------- | --- | ------------- | ---- |
| (Standort) | Bestattungsplatz mit Grabhügeln vorgeschichtlicher Zeitstellung mit Bestattungen der Hallstattzeit | D-4-6333-0042 |      |
| (Standort) | Bestattungsplatz mit Grabhügeln vorgeschichtlicher Zeitstellung | D-4-6333-0043 |      |
| (Standort) | Untertägige Bauteile der frühneuzeitlichen Kirche und noch bestehender Konvents- und Wirtschaftsbauten des ehem. Benediktinerklosters sowie Fundamente von Vorgängerbauten und abgegangenen Gebäuden des hohen und späten Mittelalters | D-4-6333-0282 |      |